# Ernst Heinrich (Agrarwissenschaftler)
Ernst Heinrich (* 17. Mai 1792 in Oels, Provinz Schlesien; † 20. August 1862 in Proskau, Prov. Schlesien) war ein deutscher Agrarwissenschaftler. Von ihrer Gründung im Jahr 1847 bis zu seinem Tode im Sommer 1862 leitete er die königlich-preußische Landwirtschaftliche Akademie Proskau.

## Lebensweg
Ernst Heinrich war der jüngere Sohn des 1812 verstorbenen Generalpächters der gräflich von Kospoth'schen Majoratsgüter wie Kritschen (Krzeczyn) und anderer bei Oels in Schlesien, eines königlich-preußischen Oberamtmanns. Ab 1806 besuchte Ernst Heinrich das Pädagogium in Züllichau und anschließend die Universität Frankfurt a. d. Oder, wo er Rechtswissenschaft studierte. Als 1811 die Brandenburgische Universität in Frankfurt an der Oder geschlossen bzw. nach Breslau verlegt wurde, setzte er sein Studium der Rechte zunächst an der Universität Breslau und im Jahre darauf in Leipzig fort.
Im Februar 1813, zu Beginn der Befreiungskriege, trat er freiwillig in das 1. schlesische Husarenregiment ein, wo er nach wenigen Monaten zum Secondelieutenant (Unterleutnant) befördert wurde. In der Schlacht bei Kulm in Böhmen am 29./30. August 1813 wurde Heinrich verwundet. An allen weiteren Schlachten und Gefechten, in denen das Husarenregiment in den Jahren 1813 bis 1815 beteiligt war, nahm Heinrich als Regimentsadjutant teil. Nach dem Ende der Befreiungskriege blieb er noch mehrere Jahre Angehöriger der Landwehr; seinen Abschied als Premierlieutenant erhielt er erst 1823. Aber schon nach dem Friedensschluss 1815 nahm er seine juristische Laufbahn wieder auf und legte sein Auskultator-Examen ab.
Als Heinrichs älterer Bruder starb, der beim Tod seines Vaters 1812 die Verwaltung der elterlichen Pachtungen übernommen hatte, musste Heinrich seine juristische Karriere mit Rücksicht auf Familienverhältnisse aufgeben und die Verwaltung der noch nicht abgelaufenen Pachtung selbst übernehmen. Im Jahr 1919 konnte Heinrich das Pachtverhältnis beenden, blieb jedoch auch danach weiter in der Landwirtschaft tätig. Er kaufte das Gut Hausdorf im niederschlesischen Landkreis Neumarkt und erwarb später auch noch Polkendorf. Als Rittergutsbesitzer erhielt er dort bald das Amt eines Kreisdeputierten und wurde außerdem häufig mit der Vertretung des Landratsamtes betraut. 
Heinrich publizierte über land- und volkswirtschaftliche Themen, etwa über das Kreditwesen der Schlesischen Landschaft, einer Pfandbriefbank, die seit 1770 in Schlesien bestand. Als im Jahr 1835 unter dem preußischen Staatsminister Christian Rother das Königliche Kredit-Institut für Schlesien errichtet wurde, trat Heinrich als dessen Direktor wieder in den preußischen Staatsdienst ein. 
Er verfasste eine Reihe von Abhandlungen in den schlesischen Provinzialblättern, darunter Aufsätze über die Lage der Landwirtschaft in Schlesiens, über den Einfluss der Gesetzgebung auf die Landwirtschaft sowie über steuerrechtliche Fragen.
Im Jahr 1845 wurde Heinrich der Charakter als Geheimer Regierungsrat verliehen. 
Im selben Jahr berief der damalige preußische Innenminister Adolf Heinrich von Arnim-Boitzenburg Ernst Heinrich zum Gründungsdirektor der Landwirtschaftlichen Akademie im schlesischen Proskau nahe Oppeln. Nach Heinrichs Organisationsplan konnte die Akademie nach einer nur zweijährigen Vorbereitungsdauer im Jahr 1847 ihren Lehr- und Forschungsbetrieb aufnehmen. Heinrich war nicht nur deren Direktor, sondern unterrichtete selbst auch wirtschaftswissenschaftliche Fächer wie landwirtschaftliche Betriebswirtschaftslehre. Mehrere Jahre lang war Heinrich Vorsitzender des landwirtschaftlichen Vereins in Oppeln. Ab 1849 gab er eine vor allem für Landwirte gedachte Dorfzeitung heraus. 1854 veröffentlichte er ein Lehrbuch über landwirtschaftliche Betriebslehre; 1856 erschien seine Schrift: „Die Nationalökonomie in ihren Beziehungen zur Landwirthschaft“. In seinen Publikationen befasste er sich auch mit der Arbeiterfrage und dem landwirtschaftlichen Ausbildungswesen. 
In der Frage der landwirtschaftlichen Ausbildung trat Heinrich – gegen Justus von Liebig – für spezialisierte landwirtschaftliche Hochschulen und gegen Landwirtschaft als Lehrfach allgemeiner Universitäten ein. 
Seit der im Jahr 1859 vollzogenen Reorganisation war Heinrich Mitglied im königlich-preußischen Landesökonomiecollegium. 
Die Greifswalder philosophische Fakultät verlieh Heinrich im Jahr 1860 die Ehrendoktorwürde.
Heinrich starb am 20. August 1862 nach kurzer, schwerer Krankheit im Alter von 70 Jahren. Sein Nachfolger in der Leitung der Landwirtschaftlichen Akademie wurde ab 1863 der Agrarwissenschaftler Hermann Settegast.

## Auszeichnungen
- Roter Adlerorden, 3. Klasse mit der Schleife[1]
- 1860 Ehrenpromotion zum Dr. phil. h.c. an der Universität Greifswald.